# Hurd Hatfield
William Rukard Hurd Hatfield (* 7. Dezember 1917 in New York City; † 26. Dezember 1998 in Monkstown, County Cork, Irland) war ein US-amerikanisch-irischer Film- und Theaterschauspieler.

## Biografie
Hurd Hatfield gehörte einer politisch aktiven Familie an. So war einer seiner Verwandten Mark Hatfield, der zwischen 1967 und 1997 republikanischer US-Senator aus Oregon war. Der gebürtige New Yorker studierte an der Columbia University. Danach absolvierte er seine Schauspielausbildung an der Chekov’s Drama School von Michael Tschechow im englischen Devonshire. Sein Bühnenerfolg stellte sich zuerst in London ein, ehe er 1939 sein Debüt am Broadway in New York gab.
1944 gab er sein Filmdebüt neben Katharine Hepburn im Drama Drachensaat. Schon im folgenden Jahr spielte er in seinem zweiten Film die Rolle, die seine bekannteste werden sollte und an der er zukünftig gemessen wurde: Von Regisseur Albert Lewin wurde er in der Titelrolle seines Films Das Bildnis des Dorian Gray besetzt. Obwohl er und der Film allgemein gute Kritiken erhielten, blieb die große Hollywood-Karriere aus. Er selbst beklagte sich später über die Rolle als ein Schatten, der ihm gefolgt sei; überdies habe man ihn in Hollywood nach Dorian Gray als zu seltsam, narzisstisch, avantgardistisch und sexuell zweideutig abgestempelt. Bis Ende der 1940er-Jahre drehte Hatfield noch eine Reihe von Filmen, die bis auf Jean Renoirs Tagebuch einer Kammerzofe eher zweitklassig waren und ihn meist entsprechend dem Dorian-Gray-Image auf dekadente, morbide Figuren festlegten. Unzufrieden mit Hollywood, kehrte er 1950 zum Theater zurück und übernahm in den 1950ern verschiedene Rollen im neuen Medium Fernsehen.
Als Filmschauspieler machte er 1961 wieder auf sich aufmerksam, als er in König der Könige die Rolle des Pontius Pilatus übernahm, hierfür erhielt er brillante Kritiken. Im selben Jahr stand er auch für den Historienfilm El Cid in einer Nebenrolle vor der Kamera. In Arthur Penns Thriller Mickey One hatte er 1965 an der Seite von Warren Beatty einen größeren Auftritt als schwuler Nachtclubbesitzer. Er nahm bis ins höhere Alter weiterhin Film- und Fernsehangebote wahr, etwa 1984 in dem Bibelfilm König David oder 1986 als Großvater in Verbrecherische Herzen. Ihm wurde nachgesagt, ein relativ jugendliches Erscheinungsbild behalten zu haben, weshalb er oft immer noch vitale Figuren spielte, mitunter in Referenz an Dorian Gray. In den 1980er-Jahren tourte er mit einem Ein-Mann-Stück, The Son Of Whistler’s Mother, in dem er den Maler James McNeill Whistler verkörperte. 1991 spielte er seine letzte Rolle im Fernsehfilm Man liebt nur Zweimal.
Ab den späten 1970er-Jahren ließ sich Hatfield in Irland nieder und nahm die irische Staatsbürgerschaft an. Er kaufte das Ballinterry House, ein großes, historisches Landhaus in der Grafschaft County Cork, an dessen Restaurierung er arbeitete. Ebenso betätigte er sich als Sammler von Antiquitäten und Kunstwerken. Hatfield war homosexuell, wenngleich ihm in seiner Zeit in Hollywood von den Publicity-Abteilungen der Studios Beziehungen mit Frauen angedichtet wurden. Zu seinen besten Freunden zählten Angela Lansbury – er hatte drei Gastauftritte in Mord ist ihr Hobby und spielte neben ihr in Das Bildnis des Dorian Gray – und Jean Stapleton.
Hurd Hatfield erlag Ende Dezember 1998, nachdem er zuvor Weihnachten mit Freunden gefeiert hatte, im Schlaf einem Herzinfarkt. Er wurde 81 Jahre alt.

## Filmografie (Auswahl)
- 1944: Drachensaat (Dragon Seed)
- 1945: Das Bildnis des Dorian Gray (The Picture of Dorian Gray)
- 1946: Tagebuch einer Kammerzofe (The Diary of a Chambermaid)
- 1947: The Beginning or the End
- 1947: Der Unverdächtige (The Unsuspected)
- 1948: The Checkered Coat
- 1948: Johanna von Orleans (Joan of Arc)
- 1949: Chinatown at Midnight
- 1950: Destination Murder
- 1950: Tarzan und das Sklavenmädchen (Tarzan and the Slave Girl)
- 1956: Alfred Hitchcock präsentiert (Alfred Hitchcock Presents, Fernsehserie, zwei Folgen)
- 1958: Einer muß dran glauben (The Left Handed Gun)
- 1961: König der Könige (King of Kings)
- 1961: El Cid
- 1965: Harlow
- 1965: Mickey One
- 1966/1968: Verrückter wilder Westen (The Wild Wild West, Fernsehserie, zwei Folgen)
- 1968: Der Frauenmörder von Boston (The Boston Strangler)
- 1971: Manfred von Richthofen – Der Rote Baron (Von Richthofen and Brown)
- 1972: Bonanza (Fernsehserie, Folge 13x24 Die Ransom-Bande)
- 1976: Kojak – Einsatz in Manhattan (Kojak, Fernsehserie, Folge 4x07)
- 1981: Die Manions aus Amerika (Manions of America, Miniserie)
- 1984–1989: Mord ist ihr Hobby (Murder, She Wrote, Fernsehserie, drei Folgen)
- 1985: König David (King David)
- 1986: Knight Rider (Fernsehserie, Folge 4x15)
- 1986: Ein Colt für alle Fälle (The Fall Guy, Fernsehserie, Folge 5x19)
- 1986: Verbrecherische Herzen (Crimes of the Heart)
- 1989: Ninas Alibi (Her Alibi)
- 1991: Man liebt nur Zweimal (Lies of the Twins, Fernsehfilm)